# Terremoto de Bumerdés de 2003
El terremoto de Bumerdés de 2003 ocurrió el 21 de mayo de 2003 a las 19:44 hora local en el norte de Argelia. El terremoto tuvo una magnitud de momento de 6,8 y una intensidad Mercalli máxima de X. El epicentro del terremoto se ubicó cerca de la ciudad de Thenia en la provincia de Bumerdés, aproximadamente a 60 kilómetros al este de la capital, Argel. El terremoto fue el más fuerte que ha golpeado Argelia en más de veinte años, desde 1980, cuando un terremoto de magnitud 7,1 provocó al menos 5.000 muertes.

## Entorno tectónico
El norte de Argelia está situado en el límite entre la placa africana y la placa euroasiática, creando así una zona de compresión. Esta zona de compresión se manifiesta por varios cabalgamientos y fallas. Debido a esta ubicación entre dos placas tectónicas, se produjeron muchos terremotos en la región. El mecanismo del terremoto del 21 de mayo corresponde a una falla de cabalgamiento con rumbo noreste denominada falla de Zemmouri, que fue identificada por primera vez después de este terremoto. Según el Servicio Geológico de los Estados Unidos:
El terremoto ocurrió en la región límite entre la placa euroasiática y la placa africana. A lo largo de esta sección del límite de la placa, la placa africana se mueve hacia el noroeste contra la placa euroasiática con una velocidad de unos 6 milímetros por año. Los movimientos relativos de las placas crean un entorno tectónico de compresión, en el que los terremotos ocurren por fallas de empuje y fallas de rumbo. El análisis de las ondas sísmicas generadas por este terremoto muestra que ocurrió como resultado de una falla de cabalgamiento.

## Daños y bajas

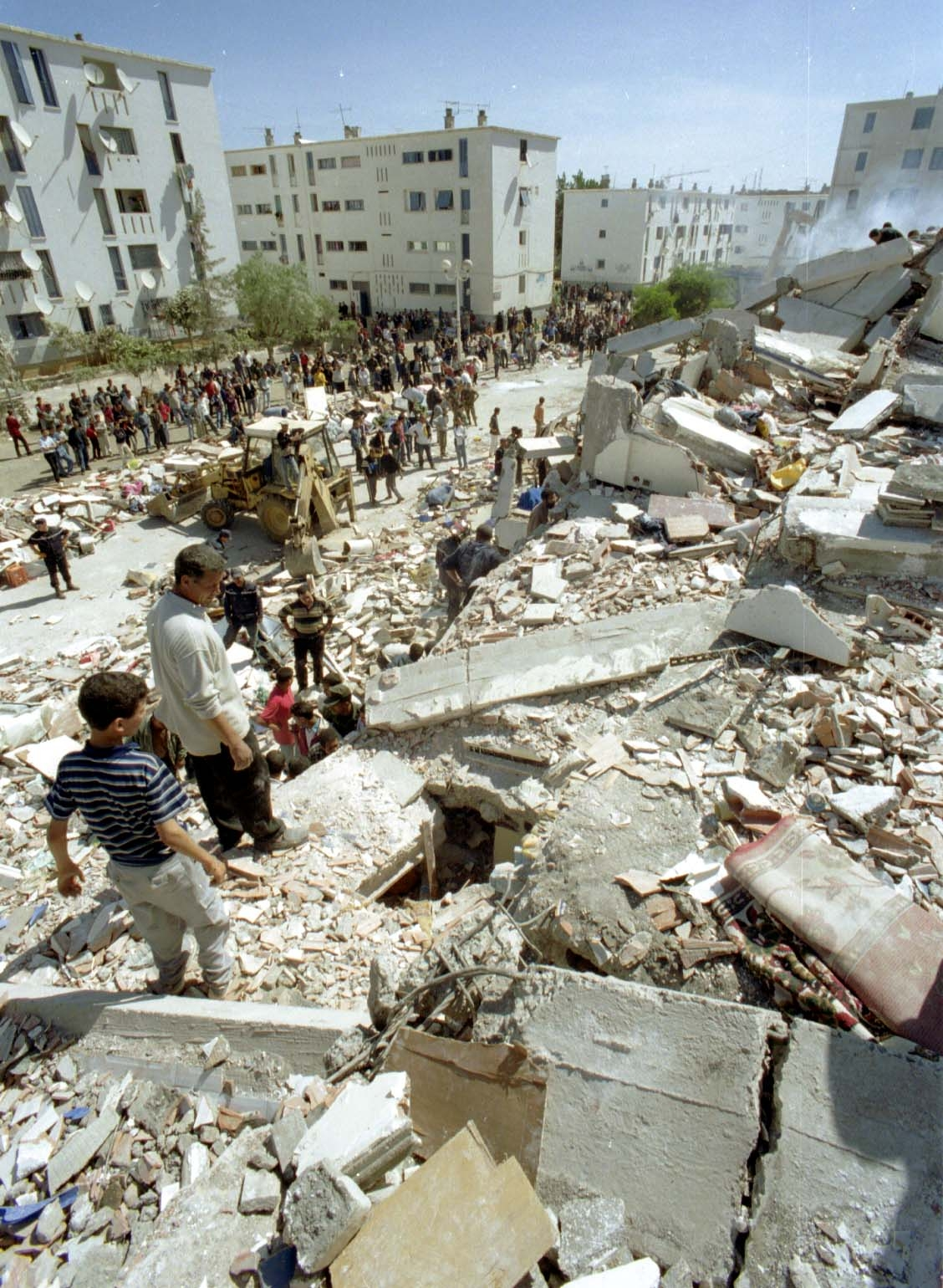
Personas realizando el desescombro tras el accidente.

Aproximadamente 2.266 personas murieron, 10.261 resultaron heridas y 200.000 quedaron sin hogar como consecuencia del terremoto. Los informes indican que más de 1.243 edificios fueron total o parcialmente destruidos. Como era de esperar, la infraestructura sufrió daños en Argel, Bumerdés, Réghaïa y Thenia; Las carreteras en Argelia son generalmente de alta calidad, pero muchas calles de la ciudad y carreteras locales eran difíciles de transitar debido a los escombros de los edificios derrumbados. Los puentes se construyen de manera similar a los de los Estados Unidos, con vigas de acero prefabricadas que sostienen una plataforma de hormigón. Unos días después del terremoto, tres importantes puentes carreteros seguían cerrados. El último puente de carretera que se abrió fue el puente Hussein Dey el 5 de julio.
El seísmo generó un tsunami localizado, que dañó embarcaciones frente a las costas de las Islas Baleares. El lado este de Argel fue el más afectado; En general, la provincia de Bumerdés fue la región más afectada. Según las autoridades, aproximadamente 400 personas fueron asesinadas solo en Argel. En la provincia de Bumerdés, varias ciudades sufrieron graves daños, siendo Thenia, Zemmouri y Bumerdés las más afectadas. Muchos edificios construidos a principios del siglo XX durante el dominio colonial sufrieron graves daños en las áreas de Belcourt, Bab-El-Oued y El-Casbah, en la provincia de Argel.

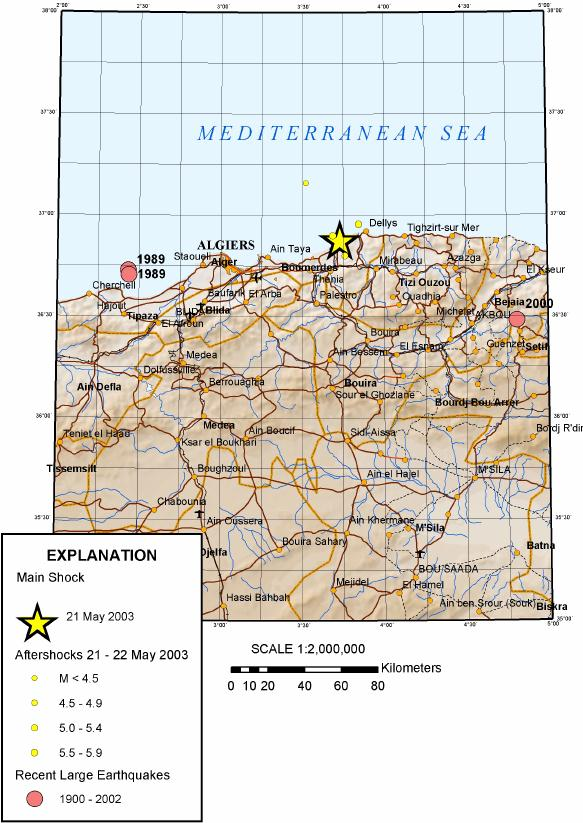
Mapa del área afectada.

Según el Ministerio de Vivienda de Argelia, en la provincia de Argel solo aproximadamente 554 escuelas sufrieron daños leves, mientras que casi 330 escuelas sufrieron daños moderados y 11 sufrieron daños graves o quedaron completamente destruidas. La Universidad de Bumerdés sufrió graves daños y muchos edificios de la zona se derrumbaron. También se informó de daños en la Universidad de Ciencia y Tecnología de Bab Ezzouar, que tiene el campus universitario más grande de Argelia.
Una planta de tratamiento de agua en Boudouaou, que proporciona más del 12 % del agua tratada a Bumerdés y Argel, sufrió daños leves en los clarificadores y tanques de almacenamiento de agua clara. La tubería de agua desde la presa de Keddara hasta la planta de tratamiento de agua se rompió en una estructura de unión de hormigón en la presa, así como en la planta de tratamiento. La central eléctrica principal de Cap Djenet sufrió daños de leves a moderados. Un patio de interruptores de alto voltaje ubicado cerca de Réghaïa sufrió graves daños.
La Société Nationale des Transports Ferrovaires, la empresa ferroviaria estatal de Argelia, sufrió daños en las vías cerca de la ciudad de Thenia. Algunas pistas también estaban bloqueadas por escombros de edificios destruidos. Dieciocho puentes en la región afectada sufrieron daños menores a moderados. Se desarrollaron grietas en algunos caminos y carreteras. El puerto de Argel, que en ese momento manejaba aproximadamente el 40% del tráfico de carga nacional, sufrió daños leves a moderados debido a la licuefacción y asentamiento del suelo causado por el terremoto. Según los informes, las operaciones portuarias se redujeron en un 30% inmediatamente después del terremoto. Los puertos menores de Zemmouri y Dellys sufrieron pocos daños. La torre de control del aeropuerto y la terminal sufrieron daños moderados.
El terremoto tuvo un efecto significativo en la comunicación local. Una oficina central de 8.000 conmutadores en la zona de El Harrach de Argel quedó completamente destruida y otra central de 20.000 conmutadores sufrió graves daños. Las oficinas centrales en Bumerdés, Zemmouri y Tidjelabine sufrieron daños. Los cables submarinos de telecomunicaciones también sufrieron daños. Dos cables submarinos de fibra óptica entre Argelia y España sufrieron graves daños debido al deslizamiento de tierra submarino causado por el terremoto.

## Esfuerzos de ayuda
Muchas naciones enviaron equipos de rescate para ayudar en la búsqueda de sobrevivientes del terremoto. Equipos internacionales de socorristas acudieron al lugar y se involucraron en el rescate de personas que aún estaban atrapadas bajo los escombros. Las agencias internacionales de socorro se comprometieron a proporcionar refugio, alimentos y agua a las personas que quedaron sin hogar debido al terremoto. Perros rastreadores enviados a Argelia para encontrar supervivientes atrapados bajo los escombros. El Movimiento Internacional de la Cruz Roja y de la Media Luna Roja coordinó los esfuerzos de socorro. Se enviaron equipos médicos y de rescate desde países europeos. La Cruz Roja de la República Popular de China donó 50.000 dólares. Los camiones se pusieron en servicio para retirar los cadáveres de Argel y las ciudades y pueblos de los alrededores. Se desplegaron unidades del ejército para ayudar en los esfuerzos de socorro. El primer ministro Ahmed Ouyahia anunció una ayuda de 7.000 dólares para cada víctima. El gobierno envió varias ambulancias, personal policial y electricistas a la zona afectada. El ejército trajo tiendas de campaña, ambulancias y equipo de ingeniería. Se enviaron camiones cisterna a las aldeas afectadas por el terremoto.